# Luigi Attademo
Luigi Attademo, né le 3 mai 1972 à Naples (Italie), est un guitariste classique italien.

## Biographie
Luigi Attademo, né le 3 mai 1972 à Naples, effectue sa formation musicale au conservatoire Giuseppe Verdi de Turin où il obtient son diplôme de guitare en 1992, tout en étudiant avec le guitariste-compositeur Angelo Gilardino (en) de 1990 à 1993 à l'Académie Lorenzo Perosi de Biella où il reçoit un nouveau diplôme. 
Il participe à des séminaires et des master-classes avec Oscar Ghiglia, Dusan Bogdanovic, Tilman Hoppstock (en), David Russell, Thomas Müller-Pering (en), entre autres. Il étudie également la musique baroque avec la claveciniste Emilia Fadini.
Il est invité dans plusieurs festivals et se produit en premières de nombre de travaux contemporains comme le concerto pour guitare et orchestre et les leçons de Ténèbres d'Angelo Gilardino ou les Quatre études pour guitare d'Alessandro Solbiati (en).
Luigi Attademo a travaillé aux archives de la Fondation Andrés Segovia à Linares (Espagne), cataloguant des manuscrits (publiés sur la revue musicologique espagnole La Roseta), et a découvert des manuscrits inédits de compositeurs importants comme Jaume Pahissa, Alexandre Tansman, Gaspar Cassadò et autres. Après cette découverte, il donne la première de plusieurs travaux comme la Sonatina de Cyril Scott (Alessandria, September 2001), la Suite Compostelana et Cancion y Danza n.10 de Federico Mompou du premier manuscrit, les Quatre pièces de Lennox Berkeley, le Thème et les variations de Fernande Peyrot, et d'autres.
Il a un doctorat en philosophie (musicologie). Il contribue à plusieurs magazines spécialisés, comme Guitart, Seicorde, Suonare News, Il Giornale della Musica, Filosofia. Il publie l'ouvrage sur la musique et l'interprétation intitulé Musica e interpretazione: conoscenza e soggettività nell’esecuzione musicale (Trauben, Turin 2002).

## Prix et distinctions
- 1992 : 2ème prix du Concours international d’interprétation de musique pour la guitare du XXe siècle à Lagonegro, Italie[1].
- 1995 : 3ème prix du Concours international d’exécution musicale (CIEM) à Genève[1].
- 1998 : premier prix au Concours international De Bonis à Cosenza, Italie[1].

## Discographie
- Scarlatti, 12 Sonates pour guitare : K. 377, 208, 209, 32, 77, 34, 291, 292, 87, 481, 476, 213 (8-10 mars 1998, Brilliant Classics) (OCLC 936989156 et 847801404).